# Eugène-Henri Gravelotte
Eugène-Henri Gravelotte (n. 6 februarie 1876, Paris, Île-de-France, Franța – d. 23 august 1939, Bénodet, Bretagne, Franța) a fost un scrimer francez, medaliat olimpic. A participat la o ediție a Jocurilor Olimpice (1896) în care a câștigat o medalie de aur.

## Participări
Lista de mai jos prezintă principalele competiții la care a participat Eugène-Henri Gravelotte de-a lungul carierei.
- Floretă masculin la Jocurile Olimpice de vară din 1896